# Ahmadiyya

Liwa-e Ahmadiyya, stendardo della Ahmadiyya

Ahmadiyya o Ahmadiyya Muslim Jama’at (in urdu: احمدیہ مسلم جماعت, in arabo: الجماعة الاسلامیة الاحمدیہ) è un movimento religioso musulmano, nato nel 1889 a Qadian, nel Punjab, una regione dell’India del Nord, all’epoca sotto il controllo del Regno Unito

## Introduzione
Il movimento Ahmadiyya è stato fondato nel 1889 da Mirza Ghulam Ahmad (1835-1908), nel villaggio indiano di Qadian, nel Punjab. Mirza Ghulam Ahmad era noto inizialmente come un grande studioso e un convinto difensore dell’Islam: nel suo famoso testo Brahin-e-Ahmadiyya (1880), infatti, Ahmad si batté soprattutto per la difesa dell’Islam dalle polemiche dei missionari cristiani, sostenendo con forza la santità del Corano e del profeta Maometto. Tuttavia, dopo aver affermato più volte di essere sia il Messia che l’Imam Mahdi (convinzioni che ricavava dalle profezie di Maometto), Mirza Ghulam Ahmad venne screditato dagli stessi studiosi musulmani che fino a quel momento lo avevano elogiato per i suoi contributi intellettuali al servizio dell’Islam.
La comunità Ahmadiyya è stata fondata nel marzo 1889 da Ahmad, che dettò a tutti i suoi seguaci le dieci condizioni del giuramento di lealtà (in arabo: بیعة). Dopo la creazione del Pakistan, la comunità si è trasferita a Rabwah, oggi detta Chenab Nagar. Il movimento è stato dichiarato minoranza non-musulmana dal parlamento Pakistano nel 1974, mentre nel 1984, dopo la promulgazione dell’Ordinanza XX , è stato vietato agli Ahmadi di professare pubblicamente la loro fede ispirandosi alle tradizioni islamiche. Per questo motivo Mirza Tahir Ahmad, quarto Califfo del Messia Promesso (in arabo: خلیفة المسیح), decise di trasferire la sede del suo Califfato a Londra, Regno Unito.
Mirza Masroor Ahmad, nominato nel 2003 quinto quinto Califfo della comunità Ahmadiyya, vive a Londra e invia messaggi e appelli alla sua comunità tramite il canale satellitare MTA International. L’appuntamento è per ogni venerdì con il Friday Sermon. Vengono organizzati inoltre incontri e convegni nazionali e internazionali.

## Il fondatore
Mirza Ghulam Ahmad ha dichiarato di essere stato mandato sulla Terra per seguire la missione di Gesù, figlio di Maria (in arabo: عیسی ابن مریم), così come profetizzato da Maometto, essendo lui stesso Messia e Imam Mahdi. Secondo Ahmad, gli insegnamenti del Corano e le profezie dei Profeti non devono essere interpretati letteralmente, bensì considerati nello stesso modo in cui Gesù ha interpretato la profezia della discesa di Elia. Gesù, infatti, spiega come la profezia si sia avverata grazie all’avvento di Giovanni Battista (Matteo 11: 14; 17: 10-13; Marco 9: 11-13), venuto al mondo nel ruolo di Elia.
Ahmad ha più volte posto l’accento sul fatto di non considerarsi un profeta indipendente, ma di rendere onore e servire la missione di Maometto. Nonostante questo riconoscimento, per lui fondamentale, Ahmad è stato comunque dichiarato eretico da altri studiosi musulmani contemporanei. 

## I califfi
Nel suo libro “Il Testamento” (in urdu: رسالہ الوصیت) (1905), Ahmad annuncia la sua morte imminente, che gli è stata rivelata da visioni. In questo libro, Ahmad parla di una “seconda manifestazione” che terrà in vita la sua missione tramite il Califfato, così come è avvenuto dopo Maometto con il califfato di Abu Bakr Siddiq. Per questo motivo, dopo la scomparsa di Ahmad il 26 maggio 1908, gli Ahmadi hanno rinnovato il loro giuramento di lealtà a Hakeem Noor-ud-Din, riconoscendolo come primo Califfo del Messia (in arabo: خلیفة المسیح الاول). Il Califfo, infatti, è considerato la guida spirituale a livello internazionale, una guida capace di unire le comunità e i credenti Ahmadi sparsi in tutto il mondo. Il nuovo Califfo viene eletto da un collegio elettorale subito dopo la scomparsa del Califfo uscente; successivamente, tutti gli Ahmadi sono chiamati a rinnovare il proprio giuramento di lealtà al nuovo Califfo appena eletto.
Hakeem Noor-ud-Din, il primo Califfo Ahmadi, è stato eletto il 27 maggio 1908, esattamente un giorno dopo la scomparsa del fondatore Mirza Ghulam Ahmad. Il secondo Califfo, Mirza Basheer-ud-Din Mahmood Ahmad, è stato eletto nel 1914, dopo la scomparsa del Califfo uscente. Dal 1965 al 1982, invece, il posto di Khalifatul Masih è stato preso dal terzo Califfo, Mirza Nasir Ahmad, e subito dopo da Mirza Tahir Ahmad, diventato dunque il quarto Califfo (1982 - 2003). Oggi il movimento è guidato da Mirza Masroor Ahmad, il quinto Califfo, che attualmente vive a Londra, dalla quale invia messaggi alla sua comunità.

## La scissione
Dopo la scomparsa del primo Califfo, una parte degli Ahmadi ha deciso di intraprendere una nuova strada, separandosi dalla comunità originaria sotto la guida di Maulana Muhammad Ali, fondatore del movimento “Lahore Ahmadiyya Movement for the Propagation of Islam” (in urdu: احمدیہ انجمنِ اشاعتِ اسلام). La comunità di Maulana Muhammad Ali ha deciso di non riconoscere i successivi Califfi della Ahmadiyya Muslim Jama’at e vede in Mirza Ghulam Ahmad un rinnovatore religioso che non riapre il ciclo profetico.
L'Ahmadiyya Muslim Jama’at rappresenta più del 99% dei credenti di Mirza Ghulam Ahmad.

## In Italia

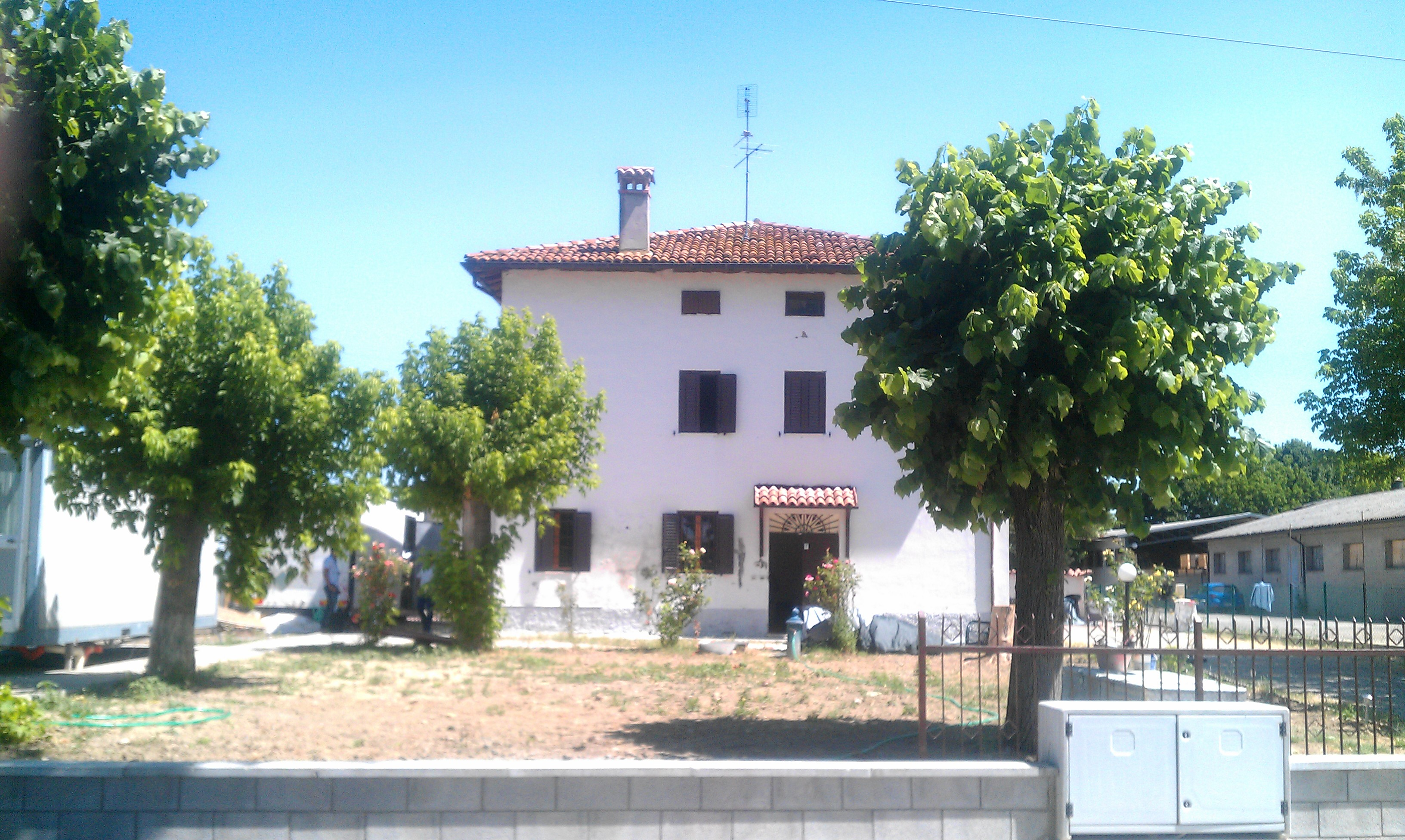
La moschea ahmadi di San Pietro in Casale

In Italia il movimento è registrato come associazione, con il nome di The Ahmadiyya Muslim Jama’at Italia, con sede nazionale a San Pietro in Casale, Bologna. Il gruppo conta centinaia di persone di varie nazionalità, con credenti provenienti da Algeria, Marocco, Tunisia, Ghana, Pakistan, Bangladesh, Togo e Somalia.
Negli ultimi anni, sono state lanciate diverse campagne di informazione nazionali, come la campagna “Musulmani per la Pace” e la campagna “Musulmani per la lealtà”. La comunità in Italia è conosciuta per il motto: "Amore per tutti, odio per nessuno".

## Persecuzione e opposizione
La comunità Ahmadiyya ha affrontato, fin dal principio, una forte opposizione e varie  persecuzioni. I primi due martiri, Shehzada Abdul Latif (ucciso nel 1902) e Mian Abdul Rahman (ucciso nel 1901), sono stati torturati e uccisi in Afghanistan per aver aderito all’Ahmadiyya e per aver dichiarato l’Islam una religione non violenta. Nonostante ci siano alcuni studiosi della religione musulmana che interpretano l’Islam come contrario alla violenza, l’opposizione persiste oggi come critica a Mirza Ghulam Ahmad e alla sua identità di profeta. Secondo gli Ahmadi, Mirza Ghulam Ahmad ha più volte sostenuto nei suoi scritti come Maometto sia il Sigillo del Profeta (in arabo: خاتم النبیین), e che nessun profeta potrà mai affermare una nuova Sharia dopo Maometto e il Corano. Mirza Ghulam Ahmad ha fatto appello alla condizione di profeta solo nel senso che Dio continua a rivelare sé stesso ai fedeli mostrando i suoi miracoli attraverso le sue persone fidate, le quali continueranno comunque a credere in Maometto e ad obbedirgli.
Tuttora la religione Ahmadiyya è considerata illegale in Pakistan e gli adepti sono considerati "non musulmani". Essi non possono ricoprire cariche pubbliche e incarichi di insegnamento.